# Callomecyna superba
Callomecyna superba är en skalbaggsart som beskrevs av Friedrich F. Tippmann 1955. Callomecyna superba ingår i släktet Callomecyna och familjen långhorningar. Inga underarter finns listade.